# ایو میراند
ایو می‌راند (انگلیسی: Yves Mirande; ۸ مهٔ ۱۸۷۶ – ۱۷ مارس ۱۹۵۷) کارگردان فیلم، فیلم‌نامه‌نویس، بازیگر سینما، و تهیه‌کننده فیلم اهل فرانسه بود.
وی همچنین برندهٔ جوایزی همچون لژیون دونور (افسر) شده‌است.